# Hermann Klaje
Hermann Klaje (* 20. Oktober 1868 in Schlawe; † 28. August 1945 in Berlin) war ein deutscher Gymnasiallehrer und Historiker. Er forschte und schrieb über die Geschichte Pommerns, insbesondere über Militärgeschichte.

## Leben
Klaje wurde 1868 als Sohn eines Färbereibesitzers in Schlawe in Pommern geboren. Er besuchte zunächst Schulen in Schlawe und dann das Bugenhagen-Gymnasium in Treptow an der Rega, wo er 1886 die Reifeprüfung bestand. Anschließend studierte er Geschichte, Geographie und klassische Philologie an der Universität Jena und an der Universität Greifswald. In Greifswald übte der Historiker Heinrich Ulmann den nachhaltigsten Eindruck auf Klaje aus. 1890 wurde Klaje mit einer Dissertation über Die Schlacht bei Guinegate vom 7. VIII. 1479 zum Dr. phil. promoviert; Doktorvater war Heinrich Ulmann. 
Klaje schlug die Laufbahn eines Gymnasiallehrers ein. Nach Stationen an Gymnasien in Kolberg,  Köslin und Dramburg wurde er 1894 Hilfslehrer am Progymnasium in seiner Heimatstadt Schlawe. 1898 erhielt er eine Stelle am Domgymnasium Kolberg, wo er bis zu seiner Pensionierung im Jahre 1932 arbeitete. 
Das Arbeitsgebiet seiner wissenschaftlichen Tätigkeit war die Geschichte Pommerns, insbesondere die Militärgeschichte. Hierzu unternahm er Studienreisen in deutsche und ausländische Archive. Als erste Frucht dieser Forschung veröffentlichte er über eine Episode im Dreißigjährigen Krieg Der Einfall des kaiserlichen General-Wachtmeisters Joachim Ernst von Krockow in Hinterpommern vom Jahre 1643 (1901). Es folgten Arbeiten über verschiedene Kriegshandlungen, die Pommern berührt hatten, insbesondere über die Belagerung Kolbergs 1807 und Kolbergs Verteidiger Joachim Nettelbeck. Klaje veröffentlichte zahlreiche Beiträge in den Baltischen Studien und in den Monatsblättern der Gesellschaft für pommersche Geschichte und Altertumskunde, daneben einige Aufsätze zu pädagogischen Themen. Klajes Schriften sind geprägt von einer konservativ-preußischen Grundhaltung.
Klajes hinterpommersche Heimat kam 1945 unter polnische Verwaltung. Er starb am 28. August 1945 in einem Berliner Krankenhaus.

## Schriften (Auswahl)
Vollständiges Schriftenverzeichnis in: Baltische Studien. Band 54 N.F., 1968, ISSN 0067-3099, S. 62–64.

### Geschichtswissenschaft
- Die Schlacht bei Guinegate vom 7. VIII. 1479. Greifswald 1890. (Dissertation)
- Der Einfall des kaiserlichen General-Wachtmeisters Joachim Ernst von Krockow in Hinterpommern vom Jahre 1643. Pommersche Jahrbücher, Ergänzungs-Band 1. Abel, Greifswald 1901.
- Der Feldzug der Kaiserlichen unter Souches nach Pommern 1659. Perthes, Gotha 1906.
- Joachim Nettelbeck. Post, Kolberg 1927.
- Joachim Nettelbeck, zu Nettelbecks 200. Geburtstage am 20. September 1938. Sonderdr. Stettin 1938. (Digitalisat)

### Pädagogik
- Die geographischen Lehraufgaben der beiden Tertien. In: Geographische Zeitschrift. 1896, S. 679–687.
- Gegenseitiges Hospitieren der Lehrer. In: Deutsches Philologen-Blatt. 1920, S. 523–524.